# Distrito del Eno
El distrito de Inn fue un distrito suizo del cantón de los Grisones. Fue disuelto el 31 de diciembre de 2015 y reemplazado por la Región de Engiadina Bassa/Val Müstair. La resolución entró en vigor el 1 de enero de 2017.